# Oroferne di Cappadocia
Oroferne Niceforo (in greco: Ὀρoφέρνης Nικηφόρoς; fl. II secolo a.C.) fu un re della Cappadocia.
Oggi Oroferne è noto principalmente per una poesia scritta dal celebre poeta greco Costantino Kavafis nel 1915; meditando su una tetradracma trovata a Priene, il poeta scrisse Oroferne, ispirata alla sua vita avventurosa e di pretendente.

## Biografia
Fu uno dei due presunti figli che Antiochis fece credere al marito, re Ariarate IV di Cappadocia, che fossero stati di loro concepimento. Tuttavia, con la nascita di un figlio naturale, chiamato Mitradate (in seguito Ariarate V), Oroferne fu mandato via nella Ionia. Quando Ariarate V rifiutò di sposare la sorella di Demetrio I Sotere, sovrano seleucide, il re sostenne le rivendicazioni di Oroferne alla corona di Cappadocia.
Nel 157 a.C., quando Ariarate venne deposto riparando poi Roma, Oroferne mandò due ambasciatori (Timoteo e Diogene) alla capitale insieme agli emissari di Demetrio per opporsi a suo fratello. Secondo Appiano i Romani decisero che i due pretendenti avrebbero dovuto insieme condividere il trono.
Oroferne, comunque, non tenne il regno a lungo, e si è asserito che il suo regno fosse segnato da un allontanamento dai più semplici costumi dei suoi antenati e dall'introduzione di una dissolutezza sistematica. Per soddisfare la sua stravagante prodigalità, egli oppresse e depredò i suoi sudditi, mettendone molti a morte e confiscandone le proprietà.
Egli versò 400 talenti per i cittadini di Priene come una risorsa da utilizzare in caso di avversa fortuna, ma i Prienesi più tardi restituirono il denaro.
Quando gli affari di Oroferne subirono il loro declino, egli si andava allarmando che i suoi soldati si sarebbero ammutinati se non fosse stato loro dato il salario, così per pagarli mise a sacco un antico tempio di Zeus. Oroferne venne costretto alla fine a ritornare in Siria,  dove entrò in un complotto con la gente di Antiochia per detronizzare Demetrio. Questi gettò Oroferne in catene, ma gli risparmiò la vita con il solo scopo di usarlo come deterrente per tenere Ariarate a bada con le sue pretese.